# عبد الرحمن الشمري (لاعب كرة قدم مواليد 1993)
عبد الرحمن الشمري ولد 13 فبراير 1993 في الكويت. هو لاعب كرة قدم كويتي، يلعب حالياً مع نادي النصر الكويتي..

## روابط خارجية
- عبد الرحمن الشمري على موقع ناشيونال فوتبول تيمز (الإنجليزية)
- عبد الرحمن الشمري على موقع Soccerway.com (الإنجليزية)